# Nippononeta pentagona
Nippononeta pentagona là một loài nhện trong họ Linyphiidae.
Loài này thuộc chi Nippononeta. Nippononeta pentagona được Ryoji Oi miêu tả năm 1960.